# 스기야마 단토
스기야마 단토(일본어: 杉山 弾斗, 1999년 5월 20일~)는 일본의 축구 선수이다.

## 구단 경력
그는 2018년 J2리그의 제프 유나이티드 지바에 입단했다. 2019년부터 2021년까지 J3리그의 카탈레 도야마와 가마타마레 사누키에서 뛰었다. 2022년 일본 지역 리그의 베로스크로노스 쓰노로 이적했다. 2024년 일본 풋볼 리그의 요코가와 무사시노 FC로 이적했다.